# Самуйлово (Сафоновский район)
Самуйлово    — деревня  в  Смоленской области России,  в Сафоновском районе. Население – 4 жителя (2007 год)  .  Расположена в центральной части области  в 24 км к северо-востоку от города Сафонова,  в 6 км севернее автодороги М1 «Беларусь», на берегу реки Дымка.  В 10 км южнее деревни железнодорожная станция Издешково на линии Москва — Минск.  Входит в состав Богдановщинского сельского поселения.  

## История
В годы Великой Отечественной войны деревня была оккупирована гитлеровскими войсками в сентябре 1941 года, освобождена в 1943 году.

## Экономика
Фермерское хозяйство «Самуйлово» .